# 가쓰기역
가쓰기역(일본어: 勝木駅)은 일본 니가타현 무라카미시에 위치한 동일본 여객철도 우에쓰 본선의 철도역이다. 상대식 승강장 2면 2선의 구조를 갖춘 지상역이다.

## 타는 곳
| 1 | ■ 우에쓰 본선 | 상행 | 무라카미 · 시바타 · 니쓰 방면       |
| 2 | ■ 우에쓰 본선 | 하행 | 아쓰미온센 · 쓰루오카 · 사카타 방면 |

## 역 주변
- 국도 제7호선
- 국도 제345호선

## 역사
- 1924년 7월 31일 : 무라카미 - 네즈가세키 간 개업 시에 개설.
- 1967년
  - 4월 : 하역용 지브 크레인 사용 정지.
  - 12월 : 하역용 지브 크레인 철거.
- 1969년 10월 1일 : 수하물 및 소하물의 배달 취급 폐지.
- 1972년 9월 1일 : 화물 및 하물의 취급 폐지, 무인화.
- 1987년 4월 1일 : 일본국유철도 분할 민영화에 의해, 동일본 여객철도가 승계.
- 1988년 3월 : 현 역사로 개축.
- 2004년 4월 1일 : 역 업무의 위탁을 해제.

## 인접 역
| 동일본 여객철도 우에쓰 본선 | 동일본 여객철도 우에쓰 본선 | 동일본 여객철도 우에쓰 본선 |
| --------------------------- | --------------------------- | --------------------------- |
| 에치고칸가와 니쓰 방면      | ■ 우에쓰 본선               | 후야 아키타 방면            |